# Chan Dara
Chan Dara (19 marzo 1984) è un calciatore cambogiano, di ruolo difensore.

## Carriera

### Nazionale
Con la Nazionale ha preso parte a 5 incontri nel 2007.